# Xã Perry, Quận Davis, Iowa
Xã Perry (tiếng Anh: Perry Township) là một xã thuộc quận Davis, tiểu bang Iowa, Hoa Kỳ. Năm 2010, dân số của xã này là 311 người.